# Leksikalna veriga
Leksikalna veriga je zaporedje med seboj povezanih besed v besedilu, ki so lahko blizu skupaj (sosednje besede ali stavki) ali daleč narazen (celo besedilo). Spada v področje leksikalne kohezije, s čimer sta se ukvarjala Hasan in Halliday.
Leksikalna veriga je neodvisna od slovnične strukture besedila in je seznam besed, ki zavzemajo del kohezivne strukture teksta. S pomočjo besedila lahko poskrbi za razdvoumljanje dvoumnih besed in omogoča identifikacijo koncepta, ki ga le te predstavljajo. Identifikaciji leksikalnih verig je namenjen program˙Wordnet. . 
Morris and Hirst sta bila prva raziskovalca, ki sta predlagala uporabo leksikalnih verig za določitev strukture besedila (Morris, 1991). Pokazala sta, da leksikalne verige, ki jih pridobimo v besedilu, po navadi odsevajo strukturo tega besedila. To pomeni, da je vzorec tem in podtem v nekem dokumentu podoben vzorcu pojavitev različnih elementov leksikalnih verig v tem dokumentu. Prav ta lastnost leksikalnih verig pripomore h grajenju povezav v besedilu in med besedili.

## Zgledi
- Rim – prestolnica – mesto – prebivalec;
- Wikipedija – vir – medmrežje;
- lovec – srna – puška;
- morje – plaža – počitnice;